# Olympic Green Archery Field

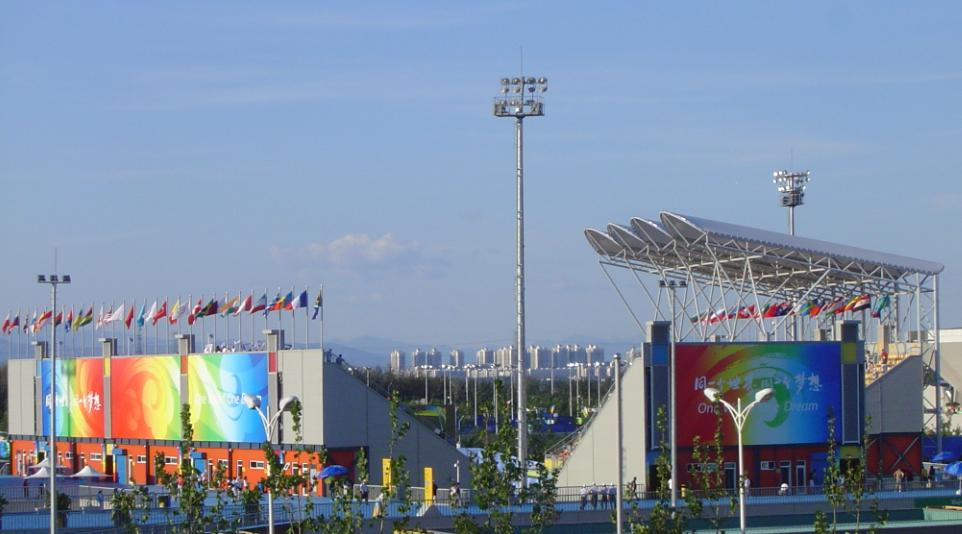
Główna arena obiektu

Olympic Green Archery Field (chiń. 北京奥林匹克公园射箭场) – nieistniejący już obiekt łuczniczy w Pekinie, stolicy Chin. Został wybudowany na Letnie Igrzyska Olimpijskie 2008. W 2017 roku został rozebrany.

## Historia
Budowa obiektu rozpoczęła się 28 grudnia 2005 roku i zakończyła w sierpniu 2007 roku. W dniach 20–26 sierpnia 2007 roku na obiekcie odbyła się pierwsza impreza testowa rozgrywana w ramach przedolimpijskiego cyklu, tzw. „Good Luck Beijing”. Arena powstała pomiędzy obiektem do hokeja na trawie i kompleksem tenisowym, wybudowanymi również z myślą o igrzyskach olimpijskich.
Obiekt składał się z trzech torów łuczniczych:
- głównej areny z trybunami układającymi się na kształt litery V, przeznaczonej wyłącznie dla fazy pucharowej zawodów
- drugiej areny o tych samych wymiarach, ale z mniejszymi trybunami
- dużego pola z 23 tarczami, przeznaczonego wyłącznie do rozgrywania rund rankingowych

Trybuny usytuowane przy torach łącznie mogły pomieścić 5384 widzów.
W dniach 9–15 sierpnia 2008 roku w kompleksie rozegrano zawody łucznicze w ramach Letnich Igrzysk Olimpijskich 2008. W dniach 9–15 września 2008 roku obiekt gościł również zawody łucznicze podczas Letnich Igrzysk Paraolimpijskich 2008.
Obiekt od początku przewidziany był jako tymczasowy. W 2017 roku, wraz z pobliskim obiektem do hokeja na trawie, został rozebrany. Następnie w pobliżu wybudowano kryty tor łyżwiarski, powstały z myślą o Zimowych Igrzyskach Olimpijskich 2022.